# Морис Дрюон
Морѝс Самюèл Рожè Шарл Дрюòн (на френски: Maurice Samuel Roger Charles Druon) е френски писател, романист. Най-известен е с поредицата си „Прокълнатите крале“.

## Биография
Роден е на 23 април 1918 година в Париж, Франция. Баща му, Лазар Самуилович Кесел, произхожда от известна руско-еврейска търговска фамилия в Оренбург, която през 1908 г. напуска Русия и се установява в Ница. Чичо чу Жозеф Кесел (1898 – 1979) е известен журналист и писател.
Баща му започва актьорска кариера под псевдонима Сибер, но на 21 години се самоубива, когато Морис е само на две години. Впоследствие майката се омъжва за Роже Дрюон и бъдещият писател приема фамилията на втория си баща.
Голямо влияние върху начинаещия творец оказва неговият чичо Жозеф Кесел. Заедно с младия Дрюон пише през 1943 текста на „Песента на партизаните“, превърнала се в химн на френската Съпротива по времето на Втората световна война. С решение на Министерството на културата на Франция от 2006 г. ръкописът на „Песента“ е признат за исторически паметник.
Писателят посвещава голяма част от живота си на чистотата и защитата на френския език. Прочува се с поредицата си от исторически романи в стила на Александър Дюма - баща, издадени през 50-те години – „Прокълнатите крале“. С тях става един от малкото западни автори, превеждани и масово издавани през 70-те и 80-те години в страните отвъд бившата Желязна завеса.
През 1948 г. печели Наградата Гонкур за романа си „Големите семейства“, а след това и много други награди. През 1966 става член на Френската академия.
През 1973 – 1974 е министър на културата на Франция, депутат в Националното събрание, депутат в Европарламента. Убеден голист.
През 2006 г., по време на посещение в родината на своите родители, става член на Руската академия на науките като признание за важния му принос в развитието на съвременните руско-френски връзки и за създаването сред френските интелектуалци на положителен образ на Русия.
Голяма част от неговите произведения са екранизирани за големия екран или като телевизионни сериали.
Умира на 14 април 2009 година в Париж на 90-годишна възраст.

## Признание
- Доктор хонорис кауза на Йоркския университет (Торонто), Бостънския университет и Тиранския университет;
- член на Френската академия (1966);
- член на Руската академия на науките (2006).

### „Прокълнатите крале“
- „Железният крал“ (1955)
- „Удушената кралица“ (1955)
- „Отровите на короната“ (1956)
- „Законът на мъжете“ (1957)
- „Френската вълчица“ (1959)
- „Лилията и лъвът“ (1960)
- „Как един крал погубва Франция“ (1977)

### Други произведения
- „Александър Велики“ (1958)
- „Мемоарите на Зевс“ (1962 – 1967)
- Силните на деня (1965)
- Разруха (1965)
- Тисту, момчето със зелените пръстчета (1979)
- Едно русо момиче (1986)